# Sapromyza alpina
Sapromyza alpina är en tvåvingeart som beskrevs av Merz 2007. Sapromyza alpina ingår i släktet Sapromyza och familjen lövflugor.
Artens utbredningsområde är Schweiz. Inga underarter finns listade i Catalogue of Life.